# Тюлькубас
Тюлькубас (каз. Түркібасы — голова турков) — посёлок в Тюлькубасском районе Туркестанской области Казахстана. Административный центр Тюлькубасской поселковой администрации. Находится примерно в 7 км к юго-западу от районного центра села им. Турара Рыскулова. Код КАТО — 516063100.

## Население
В 1999 году население посёлка составляло 9499 человек (4600 мужчин и 4899 женщин). По данным переписи 2009 года, в посёлке проживали 10 802 человека (5345 мужчин и 5457 женщин).

## Галерея

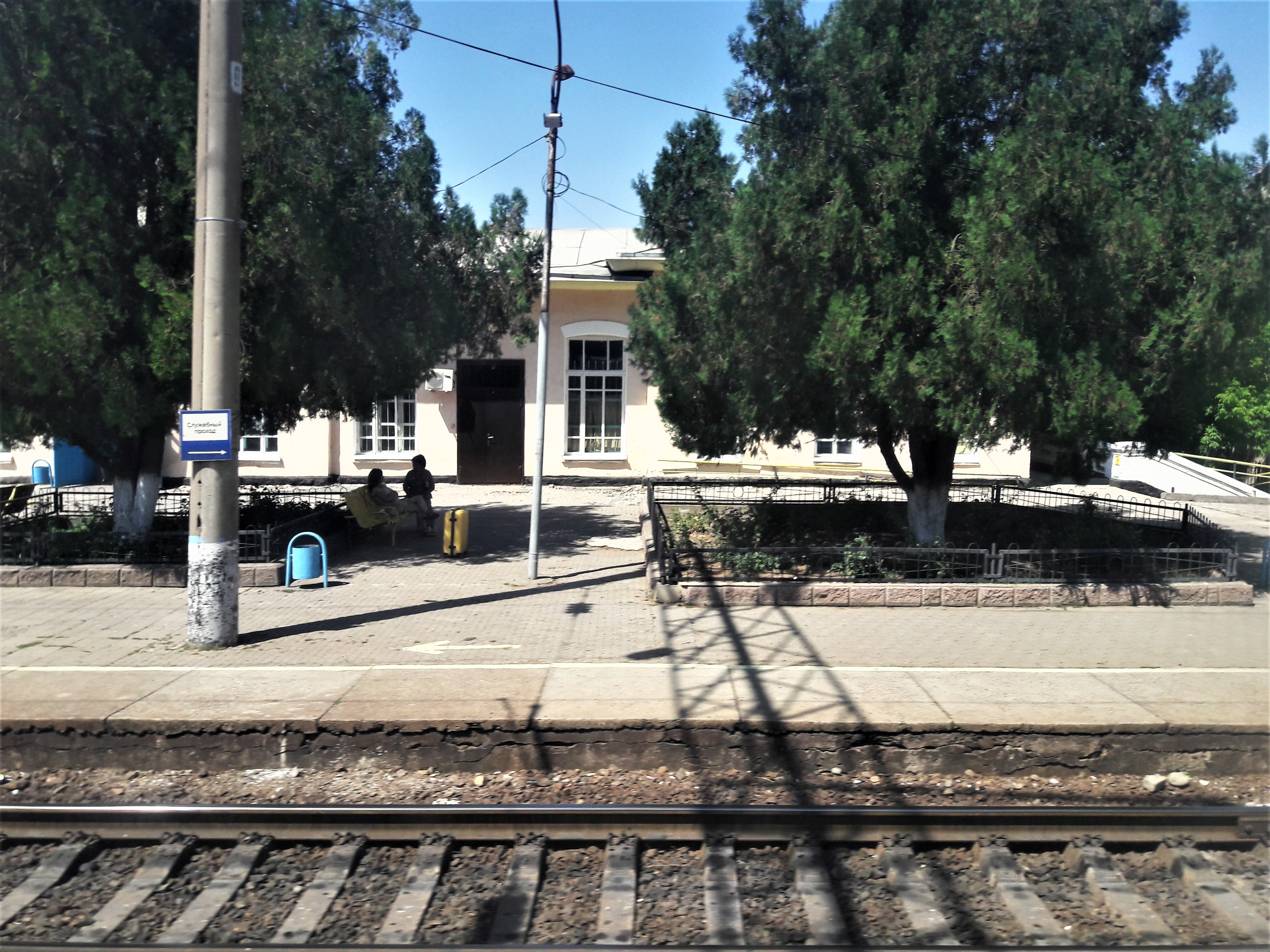
ж.д.станция
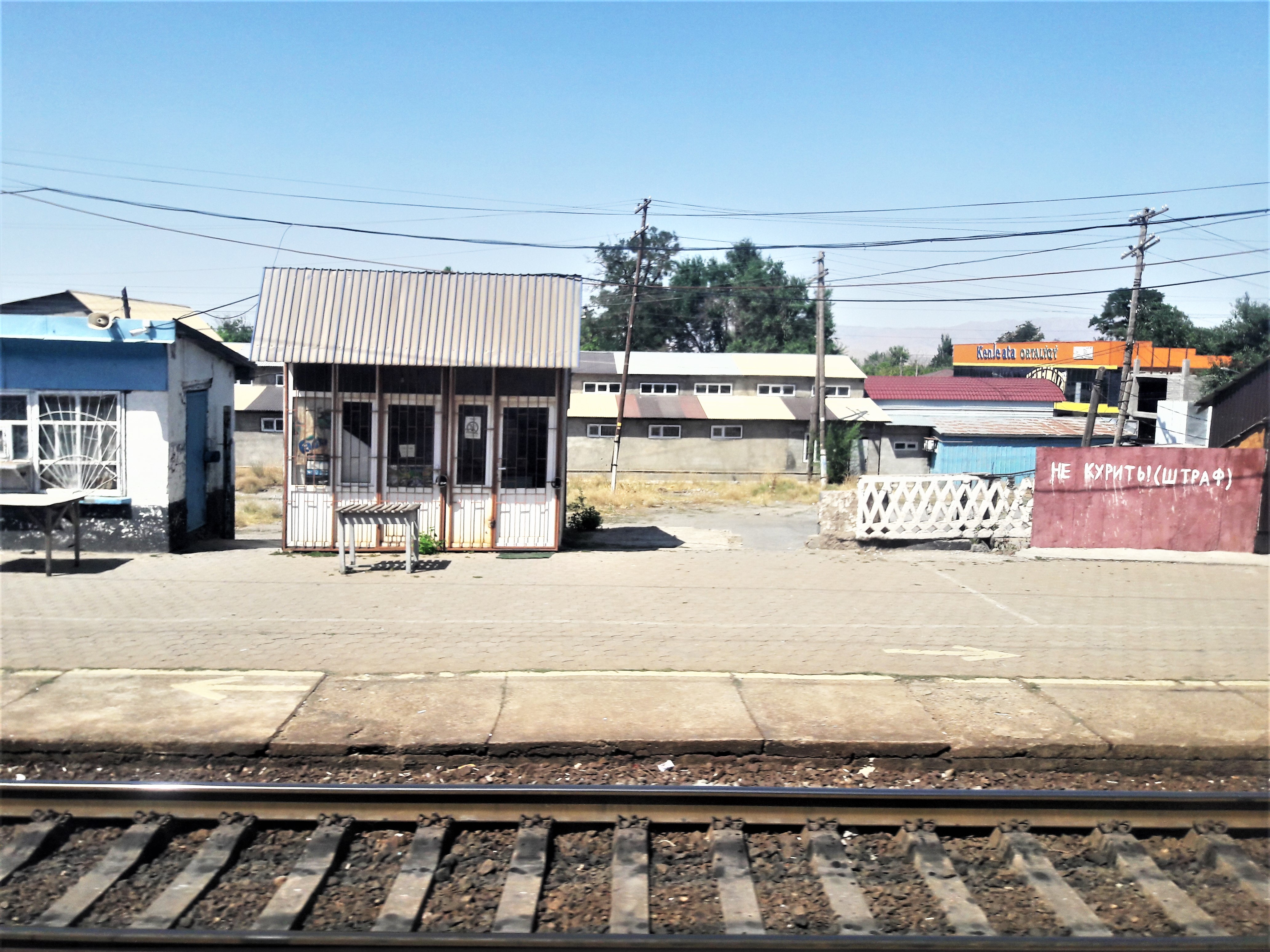
станция
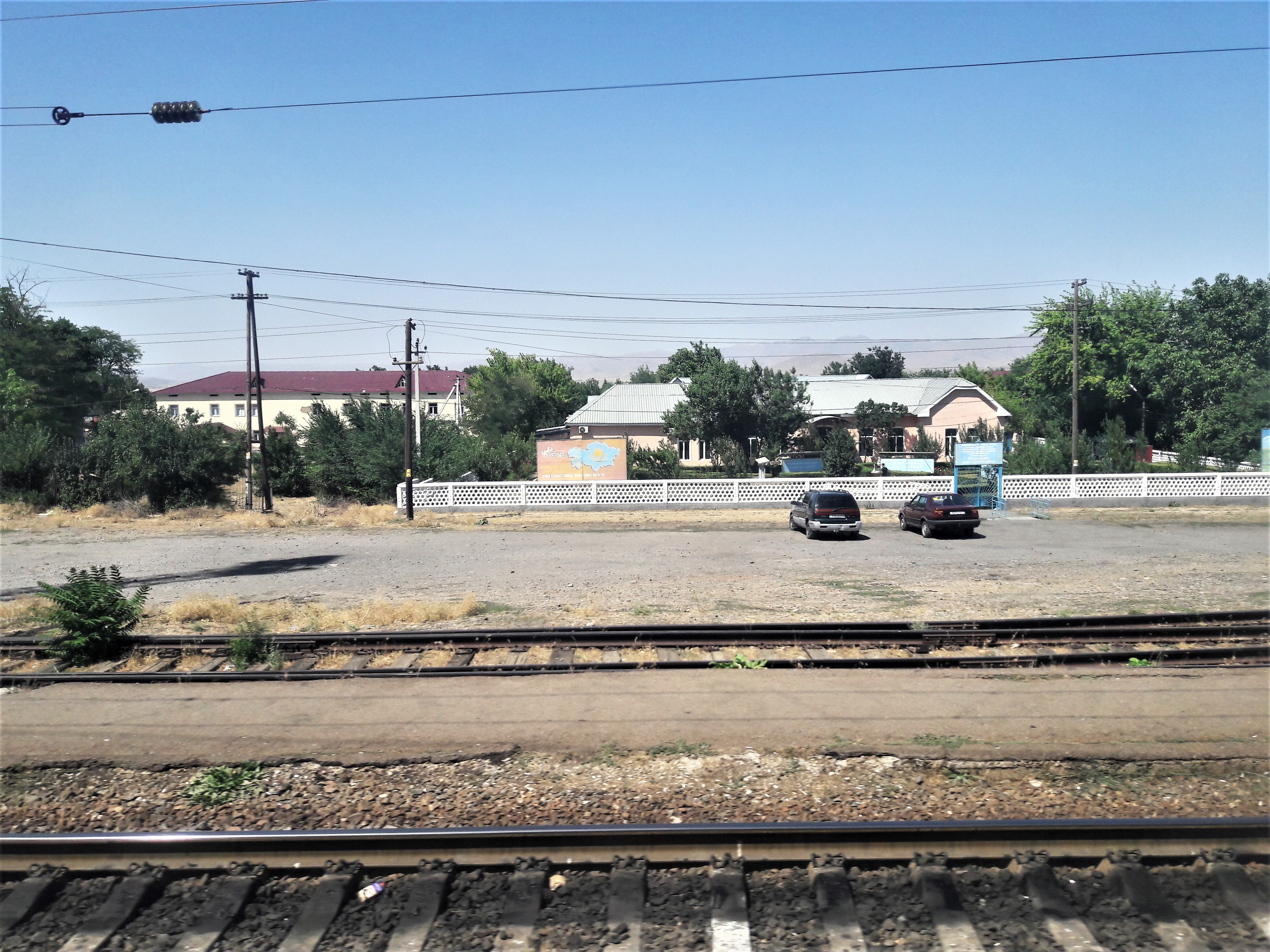
станция